# Parafia św. Anny w Kolnie
Parafia rzymskokatolicka pw. św. Anny w Kolnie – parafia rzymskokatolicka należąca do dekanatu Kolno, diecezji łomżyńskiej, metropolii białostockiej.
Od 1 lipca 2023 roku funkcję proboszcza pełni ks. kan. dr Tomasz Grabowski.

## Historia
Powstała pierwotnie pod wezwaniem św. Katarzyny prawdopodobnie w ostatnim ćwierćwieczu XIV stulecia. Obejmowała prócz miasta również okoliczne wsie oraz znaczny obszar Puszczy Zielonej. Z początkiem XIX w. powołano filię w Turośli, z której, nawet po zatwierdzeniu osobnej parafii, śluby, aż do końca XIX w. musiały być zawierane w Kolnie. W XX w. jej zasięg uszczupliło powołanie nowych parafii w Lemanie, Koźle i Zabielu. 
W 2004 r. połowa wiernych z miasta i część ze wsi przeszła do nowo utworzonej parafii Chrystusa Króla Wszechświata w Kolnie.   

## Zasięg parafii
Do parafii należą wierni z miejscowości: Stary Gromadzyn, Gromadzyn-Wykno, Tyszki-Łabno, Czernice i Pachuczyn oraz wierni z części Kolna, położonej na południe od ul. M. Dąbrowskiej i ul. 11 listopada, mieszkający przy ulicach: Aleksandrowskiej, Armii Krajowej, Bocznej, Chopina, Czystej, Grunwaldzkiej, Jana z Kolna, Jana III Sobieskiego, 11 Listopada (nr parzyste), Konstytucji 3 Maja, Kopernika, Kościelnej, Kościuszki, Krótkiej, Księcia Janusza, Łabno Duże, Łabno Małe, Łaziennej, Łąkowej, 1 Maja, Marii Konopnickiej (nr parzyste), Mickiewicza, Ogrodowej, Okrzei, Polnej, Piłsudskiego, plac kard. S. Wyszyńskiego, Plac Wolności, Sadowej, Senatorskiej, Sienkiewicza, Słonecznej, Słowackiego, Staszica, Strażackiej, Szkolnej, St. Krupki, św. Floriana, Teofila Kubraka, Wesołej, Wojska Polskiego (część), Zacisze, Zakole, Zielonej i Żeromskiego.

### Kościół parafialny
Obecny kościół murowany pw. św. Anny został zbudowany w latach 1834–1839 staraniem Stanisława Kisielnickiego i parafian. Mieści się przy ulicy Kościelnej.

### Dawniej posiadane lub użytkowane przez parafię świątynie
- Pierwotnie za kościół parafialny służył drewniany kościół pw. św. Katarzyny, zniszczony podczas powstania kościuszkowskiego.
- W XVI–XVIII w. w parafii funkcjonował kościół pw. św. Anny (rotunda)
- W 1916 r. przejęto do nabożeństw katolickich cerkiew św. Mikołaja w Kolnie, rozebraną w 1929 r.